# Alisson (ur. 2005)
Alisson Santana Lopes da Fonseca (ur. 21 września 2005 w Cachoeirinhi) – brazylijski piłkarz występujący na pozycji skrzydłowego, od 2025 roku zawodnik ukraińskiego Szachtara Donieck.